# Lesná (Plzeň)
Lesná (in tedesco Schönwald) è un comune della Repubblica Ceca facente parte del distretto di Tachov, nella regione di Plzeň.